# Condado de Benton (Arkansas)
O Condado de Benton (em inglês:  Benton County) é um dos 75 condados do estado americano do Arkansas. A sede do condado é Bentonville, e sua maior cidade é Rogers. Foi fundado em 30 de setembro de 1836.
O condado possui uma área de 2 289 km², dos quais 2 195 km² estão cobertos por terra e 95 km² por água, uma população de 221 339 habitantes, e uma densidade populacional de 100,8 hab/km² (segundo o censo nacional de 2010). É o segundo condado mais populoso do Arkansas.